# Walter Bowne
Pour les articles homonymes, voir Bowne.
Walter Bowne (26 septembre 1770 – 31 août 1846) a été maire de New York entre 1829 et 1833, à l'époque où la population était d'environ 200 000 personnes.
Il est né à Flushing dans le Queens. Il a été sénateur de New York entre 1816 et 1824.
Sa maison, située à Bowne Street 40° 45′ 47″ N, 73° 49′ 30″ O, est classée monument historique, et a été transformée en musée. 
Sur l'emplacement de sa résidence d'été, détruite par un incendie en 1925, a été implanté le Bowne Park à l'ouest du quartier de Broadway-Flushing.